# Euphaedra innocentia
Euphaedra innocentia är en fjärilsart som beskrevs av Otto Staudinger 1886. Euphaedra innocentia ingår i släktet Euphaedra och familjen praktfjärilar. Inga underarter finns listade i Catalogue of Life.